# Абулханов, Мухарям Камалдинович
Мухарям Камалдинович Абулханов (род. 13 сентября 1931 года, Нижнее Чекурское) — бригадир монтажников. Полный кавалер ордена Трудовой Славы.

## Биография
Мухарям Абулханов родился 13 сентября 1931 года в селе Нижнее Чекурское, ныне Дрожжановского района Татарстана, в крестьянской среде. Татарин. В 1942 году переехал с семьёй в Ульяновск.
В начале 1950-х поступил в училище в городе Сталинск (ныне Новокузнецк). В 1952 году направлен на стройку Куйбышевской ГЭС, где работал монтажником. В 1968 году вернулся в Ульяновск, где стал бригадиром монтажников в домостроительном комбинате. В 1970-е годы бригада М. К. Абулханова сдавала по полторы тысячи квартир ежегодно. В 1998 году вышел на пенсию, ныне живёт в Ульяновске.

## Семья
Супруга — Галина Ивановна. Двое детей: сын Вильсур работает на механическом заводе, дочь Светлана — кандидат юридических наук, преподаватель в Ульяновском государственном университете.

## Награды
- орден Трудового Красного Знамени (12.02.1971)
- орден Трудовой Славы:
  - 3-й степени (21.04.1975)
  - 2-й степени (12.05.1977)
  - 1-й степени (20.12.1985).
- медали СССР.
- Почётная грамота губернатора Ульяновской области.